# Afrikaans porseleinhoen
Het Afrikaans porseleinhoen (Aenigmatolimnas marginalis) is een vogel uit de familie van de Rallen, koeten en waterhoentjes (Rallidae).

## Verspreiding en leefgebied
Deze soort komt voor van Ghana, Nigeria, Kameroen tot centraal Congo-Kinshasa en Gabon.